# Atanas Tarew
Atanas Kirilow Tarew (bulgarisch Атанас Кирилов Търев, engl. Transkription Atanas Tarev; * 31. Januar 1958 in Boliarsi, Oblast Plowdiw) ist ein ehemaliger bulgarischer Stabhochspringer.
1980 schied er bei den Olympischen Spielen in Moskau in der Qualifikation aus. Bei den Europameisterschaften 1982 in Athen und bei den Leichtathletik-Weltmeisterschaften 1983 in Helsinki gewann er die Bronzemedaille. Bei den Leichtathletik-Halleneuropameisterschaften folgte auf Bronze 1985 in Athen Gold 1986 in Madrid. 
Im Sommer 1986 wurde er Vierter bei den Europameisterschaften in Stuttgart, und 1987 wurde er Sechster bei den Hallenweltmeisterschaften in Indianapolis und Achter bei den Weltmeisterschaften in Rom.
1988 gewann er erneut Bronze bei den Halleneuropameisterschaften in Budapest, kam aber bei den Olympischen Spielen in Seoul nicht über die Vorrunde hinaus.
Zwölfmal wurde er im Freien (1976–1986, 1988) und viermal in der Halle (1979, 1981–1983) nationaler Meister.

## Persönliche Bestleistungen
- Stabhochsprung: 5,80 m, 2. September 1986, Lausanne
  - Halle: 5,70 m, 23. Februar 1986, Madrid